# Terpisó
Terpisó (Terpison, Τερψίων) fou un filòsof grec, nadiu de Mègara, esmentat per Suides com a deixeble de Sòcrates.
També l'esmenta Plutarc i podria ser el Terpisó esmentat per Plató com interlocutor en una de les seves obres.
Ateneu de Naucratis esmenta un Terpisó con el primer autor de γαστρολογία donant als caminants indicacions de per on calia anar i per on no, i n'esmenta un vers, però probablement fou un personatge diferent.